# MU Online
Mu Online je MMORPG hra od korejské firmy Webzen. Byla vydána v roce 2001, je šířena jako freeware. Vzhledem k ostatním hrám tohoto typu a kvalitní 3D grafice má poměrně malé systémové nároky – vývojáři tvrdí, že jde o jednu z nejrychlejších MMORPG vůbec. Celá hra se odehrává v legendárním kontinentu Mu na jakémsi fantasy světě. V tomto příběhu je kdysi slavná říše Mu rozvrácena v občanských válkách a krevní mstě a úkolem hrdiny je napomoci k jejímu obnovení. 

## Postavy
Ve hře je celkem sedm postav – Dark Knight, Dark Wizard, Fairy Elf, Magic Gladiator, Dark Lord Summoner a Rage Fighter . Každá postava má celkem 2 úkoly (quest) k povýšení do další úrovně (level), pouze Dark Lord a Magic Gladiator mají pouze jeden, čímž se z nich stávají nejsilnější postavy ve hře – pro tyto postavy ale na většině serverů platí, že je hráč může používat až od úrovně 220 (Magic Gladiator) a 250 (Dark Lord). Levelů je neomezené množství, avšak na většině serverů je poslední level 400. Za každý level postava dostane určitý počet bodů na rozdělení.
Na většině serverů bývá zvykem taky, že Dark Knight je nejsilnější postavou hry...Fairy Elf je nejpouživanéjší postavou na 3rd questy díky svým aurám na dmg a na def

### Vývoj postav
- Dark Knight → Blade Knight → Blade Master
- Dark Wizard → Soul Master → Grand Master
- Fairy Elf → Muse Elf → High Elf
- Dark Lord → Lord Emperor
- Magic Gladiator → Duel Master
- Summoner → Bloody Summoner → Dimension Master
- Rage Figter → Fist Master

## Mapy
Svět na kontinentu MU je velmi pestrý. Můžete zde nalézt podzemní komplexy, podvodní svět, rozlehlé louky stejně snadno jako vyprahlou poušť nebo ledovce. 

### Seznam map
- Lorencia
- Noria
- Devias
- Dungeon
- Lost tower
- Atlans
- Tarkan
- Icarus
- Kalima
- Aida
- Stadium
- Barracks
- Refuge
- Kantru
- Crywolf
- Loren deep
- Place of exile
- Elbelan
- Raklion
- Calmeness
- Vulcano (pvp mapa)